# 青根ヶ峰
青根ヶ峰（あおねがみね）は大峰山脈北部、奈良県吉野郡吉野町の吉野山最南端にある標高858mの山。山頂に三等三角点がある。

## 概要
山頂は吉野町と川上村の町村境で黒滝村境も程近い。金峰山と呼ばれた連峰の一部で吉野熊野国立公園に属し世界遺産「紀伊山地の霊場と参詣道」の大峯奥駈道が山頂近くを通る。奥駈道の分岐には大峰山の「従是女人結界」の碑が残る。万葉集には
み吉野の 青根が峰の 苔蓆（こけむしろ） 誰か織りけむ 経緯（たてぬき）無しに—作者未詳、巻7・1120
と詠まれる。
古来より水分山（みくまりやま）とも呼ばれた神奈備山で、山の水は東へ流れると音無川となり蜻蛉の滝を経て吉野川に注ぐ、北は喜佐谷川、万葉集に歌われる象の小川（きさのおがわ）で桜木神社を通り吉野宮跡とされる宮滝の対岸で吉野川に注ぐ、西は秋野川となり下市の町並みを通り吉野川に注ぐ、南は脇川で黒滝川、丹生川となり五條市で吉野川に注ぐ。
近くにある大峯奥駈道の靡（なびき）愛染の宿は現在では宝塔院跡とも呼ばれている。明治の廃仏毀釈まではこの付近に安禅寺という寺院があり多宝塔、四方正面堂、安禅寺蔵王堂などの建物が点在していた。安禅寺蔵王堂にあった本尊の身の丈4m余りの蔵王権現立像（重要文化財）は現在は金峯山寺蔵王堂の内陣に客仏としてまつられている。
また周辺は吉野山の奥千本にあたり、金峯神社や、西行が俗世を離れ暮らした西行庵などもある。松尾芭蕉もこの付近を訪れ苔清水（とくとくの清水）に句を残す。

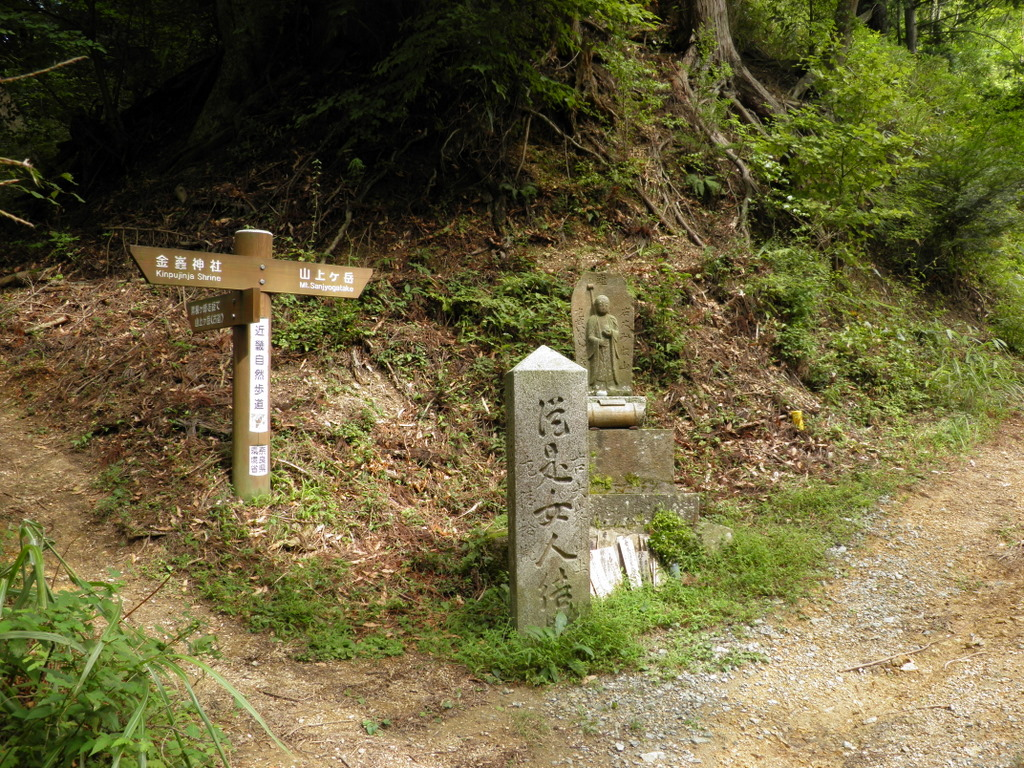
北側にある奥駈道との分岐点。「従是女人結界」の碑と小さな石仏がある
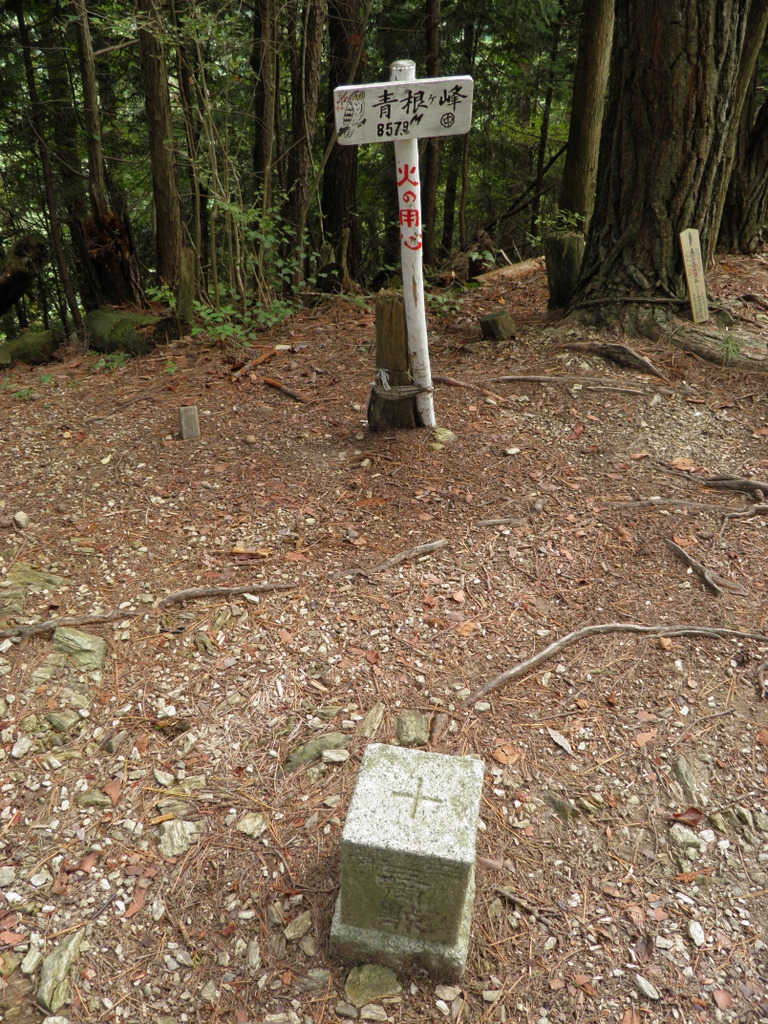
頂上にある三等三角点。周辺は木々に囲まれている
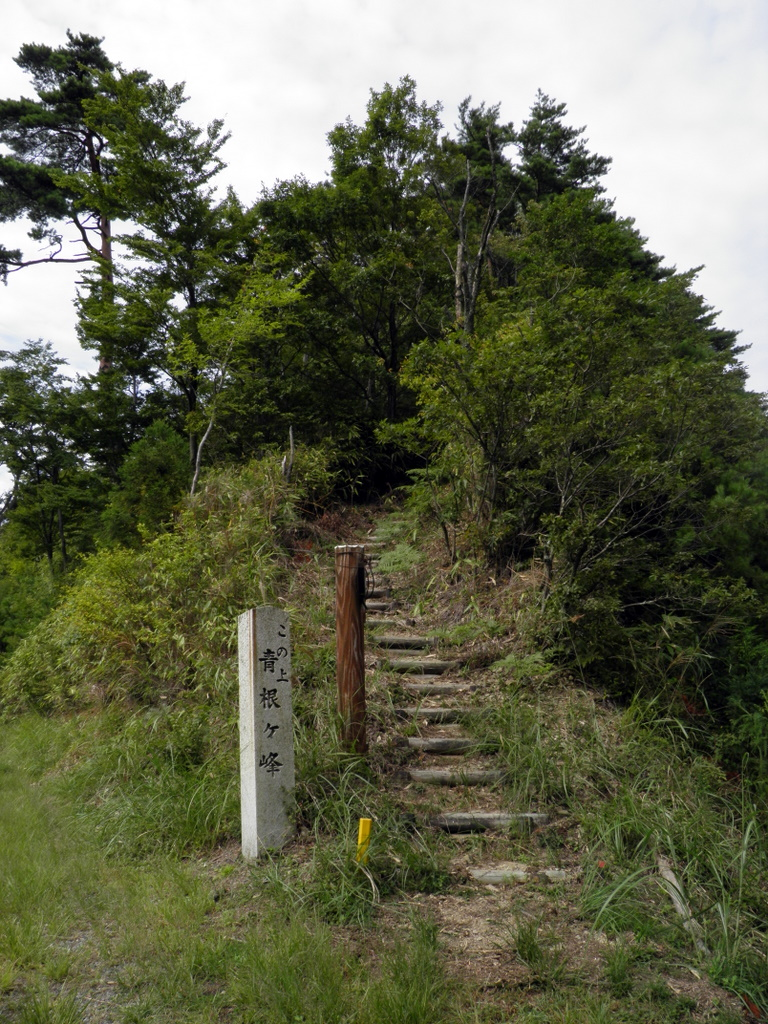
南側にある奥駈道との分岐点。「この上青根ヶ峰」の碑がある

## アクセス
吉野大峯ケーブル自動車のバス路線が奥千本口まで運行されている。奥千本口からは徒歩で、金峯神社を経て直線コースで上り約40分。
西河バス停からは約4.2km（所要時間約1時間50分）で、途中には松尾芭蕉が訪れた蜻蛉ノ滝がある。